# Димитър Калчев
Димитър Георгиев Калчев е български бизнесмен и политик.
Завършва ВИММЕСС в родния си град Русе през 1968 г. и Висшата икономическа академия в Москва, специалност „Управление на промишлеността“. Преди настъпването на демократичните промени работи като ръководител на обекти на „Машиноекспорт“ в Източна Африка, заместник-директор и генерален директор на компании в Танзания и заместник генерален директор на Комбината за тежко машиностроене в Русе. След 1989 г. ръководи русенския клон на „Кредитна банка“, в която главен акционер е „Мултигруп“.
Избран е за кмет на Русе с подкрепата на Българската социалистическа партия (БСП) през 1995 и 1999 г. Прекратява предсрочно втория си мандат през 2001 г., тъй като е избран за министър на държавната администрация в правителството на Симеон Сакскобургготски.
Димитър Калчев умира на 1 ноември 2008 г. след дълго и тежко боледуване.